# مايتاني لوبيز
مايتان لوبيز ميلان (من مواليد 13 مارس 1995) هي لاعبة كرة قدم إسبانية محترفة تلعب كلاعبة خط وسط مع نادي شيكاغو ستارز في الدوري الأمريكي لكرة القدم للسيدات ومنتخب إسبانيا لكرة القدم للسيدات.

## مسيرتها مع النادي
في يونيو 2015، أعلن نادي ليفانتي للسيدات عن تعاقده مع لوبيز من نادي كوليرينسي (سيدات). ستقضي خمسة مواسم في ليفانتي، وبعد ذلك ستوقع مع ريال سوسيداد. في يوليو 2021، بعد عام واحد في ريال سوسيداد، انتقلت لوبيز إلى أتلتيكو مدريد للسيدات، حيث وقعت عقدًا احترافيًا لمدة عامين. قبل انتهاء عقدها مع أتلتيكو مدريد خلال فترة الانتقالات الصيفية لعام 2023، ارتبط اسم لوبيز باهتمام نادي مانشستر يونايتد في دوري السوبر للسيدات. ومع ذلك، في 6 يوليو 2023، وقعت عقدًا لمدة عامين مع خيار لمدة عام إضافي مع النادي الأمريكي نادي غوثام.
في 5 ديسمبر 2024، أعلن نادي شيكاغو ستارز إف سي عن تعاقده مع لوبيز حتى موسم 2026.

## مسيرتها الدولية
بصفتها لاعبة دولية شابة، كانت لوبيز جزءًا من منتخب إسبانيا الوطني للسيدات تحت 17 سنة الذي فاز في بطولة أمم أوروبا للسيدات تحت 17 سنة 2011، على الرغم من أنها لم تلعب كثيرًا. ثم حلت في المركز الثاني مع منتخب إسبانيا لكرة القدم للسيدات تحت 19 سنة في بطولة أمم أوروبا للسيدات تحت 19 سنة 2014، بعد أن حجزت مركزاً أساسياً في التشكيلة بعد أن تم استدعاؤها كبديل للإصابة. بعد تلك البطولة مباشرةً في صيف 2014، لعبت لوبيز بعد تلك البطولة مباشرةً مع منتخب جزر البليار لكرة القدم الشاطئية.
بعد إصابة فيرجينيا توريسيلا وأماندا سامبيدرو، تم استدعاء لوبيز إلى منتخب إسبانيا الوطني لمواجهة جمهورية التشيك في أكتوبر 2019. لم تلعب في المباراة. وبعد عامين، شاركت لأول مرة مع منتخب إسبانيا في مباراة ودية ضد منتخب المغرب لكرة القدم للسيدات.

## حياتها الشخصية
لوبيز من أصل باسكي من خلال والدها. كان اثنان من أعمام لوبيز، أيتور لوبيز ريكارتي ولويس لوبيز ريكارتي، لاعبين محترفين في كرة القدم. وقد شجعها أداء أيتور مع ريال سوسيداد، فانضمت مايتان لوبيز إلى فريقها الأول لكرة القدم في سن الخامسة. في نفس عمرها، انتقلت إلى مايوركا من أغيلاس. خارج كرة القدم، تغني وتعزف على الجيتار؛ وقد نشرت مقاطع فيديو على مواقع التواصل الاجتماعي لأغانٍ مختلفة غنتها.